# Агроклиматични изисквания на земеделските култури
За нуждите на агроклиматичното райониране не е необходимо да се знаят само изискванията на културите към отделните метеорологични елементи, но и те да се формулират количествено.
Като конкретен пример ще разгледаме зимна пшеница. Вегетационният период при тази култура се дели на четири подпериода, по отношение на изискванията ѝ към метеорологичните условия.
- I подпериод: Нормално поникване настъпва в диапазона 4 – 15 °C. След лятно засушаване за достатъчно се счита падането на 50 мм валеж, а над 135 мм се приема за излишък.
- II подпериод: Започва обикновено 3 седмици след поникването и продължава до края на март. За оптимална се счита температурата 8,5 °C, а минимума е 7,5 °C. По време на братенето месечния минимум на валежите е 30 мм, а над 80 мм се счита за излишък.
- III подпериод: Буен растеж по време на вретенене и формиране на класа. Изискванията на растенията към влагата достигат максимума си и растенията могат да оползотворят голяма сума на валежите. За месеца се счита като недостиг валеж под 40 мм. Периода на цъфтежа е особено критичен за високите температури на въздуха (над 25 °C), когато може да настъпи редуциране на броя на опрашените зърна.
- IV подпериод: Нуждите от влага намаляват. Отрицателно влияние преобладава при месечен валеж над 90 мм, а недостиг се проявяват при 15 мм. Оптимумът е около 20 мм. За времето на зреене оптимумът е 18 °C, а граничните стойности без отрицателен ефект са 14 – 24 °C. Припламване се появява при температури над 33 °C.

Агроклиматичните изисквания на отделните култури са важна информация за всяка от тях и в агрономическата литература се описват като биологични изисквания. Конкретна информация в тази материя е посочена в други достъпни страници при културите:
- Сорго
- Зърнено-бобови култури
- Слънчоглед
- Фъстъци
- Тютюн